# Synagoge (Końskie)

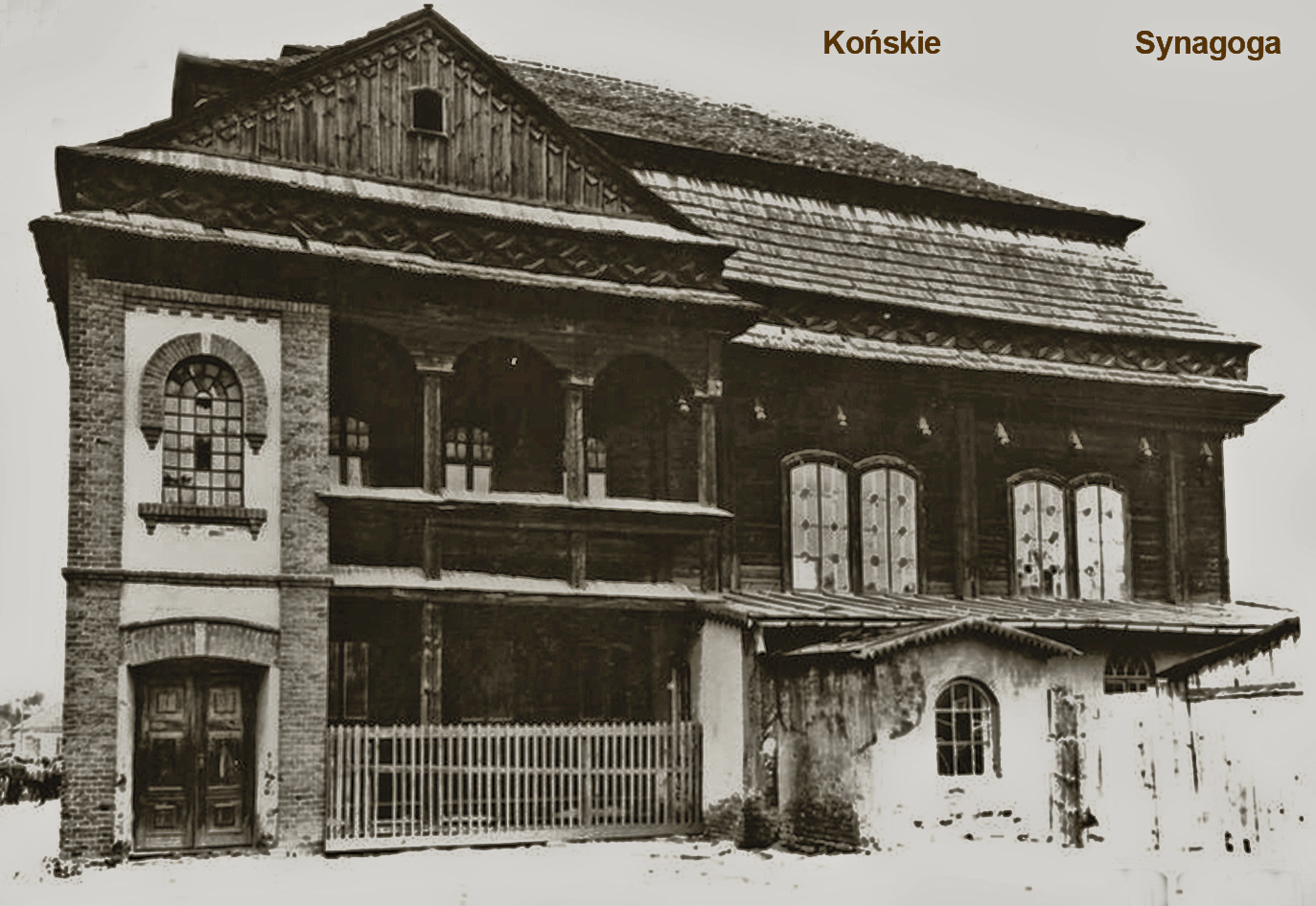
Synagoge vom Süden, circa 1920

Die hölzerne Synagoge in Końskie, einer Stadt in der polnischen Woiwodschaft Heiligkreuz, wurde im späten 18. Jahrhundert gebaut und im Zweiten Weltkrieg von deutschen Truppen zerstört.

## Geschichte
Der Bau der Synagoge wurde 1780 fertiggestellt. Um die Wende vom 19. zum 20. Jahrhundert gab es mehrmals Umbauten der äußeren Teile.
Das Gebäude wurde unmittelbar nach der Eroberung Końskies durch deutsche Truppen von diesen in Brand gesteckt und zerstört.

## Architektur
Der Haupthalle war an der Westseite und an deren Ecken im Süden und Norden eine zweistöckige Galerie vorgelagert. Diese war ursprünglich offen, bei den Umbauten von 1905 wurde sie mit einer Holzverkleidung geschlossen. Der Zugang zum oberen Stockwerk war über zwei symmetrisch angebrachte Treppen an den Seiten.
Zwischen Galerie und Haupthalle waren unten noch das Vestibül sowie ein kleinerer Raum und ein weiterer Raum als (kleiner) Gebetsraum der Frauen. Über diesen befand sich der große Frauengebetsraum.
Die Haupthalle (der Gebetsraum der Männer) hatte an den Außenwänden je zwei Zwillingsfenster mit Rundbogen.
Das zweistufige Mansardwalmdach war durch einen kleinen Absatz unterteilt und war nach unten von einem Fries abgeschlossen. Die Verlängerungen der Galerie an den Ecken hatten eigene kleine Giebeldächer.
Der Männergebetsraum war mit 11,90 × 12,10 m nahezu quadratisch; die Wandhöhe war 7,60 m und die Höhe bis zur Kuppelspitze war 13,80 m.
Eine achteckige Kuppel war in zwei Stufen in das Dach hinein gebaut worden; im unteren Teil war sie in acht trapezförmige Elemente aufgeteilt und oben in Dreiecke.

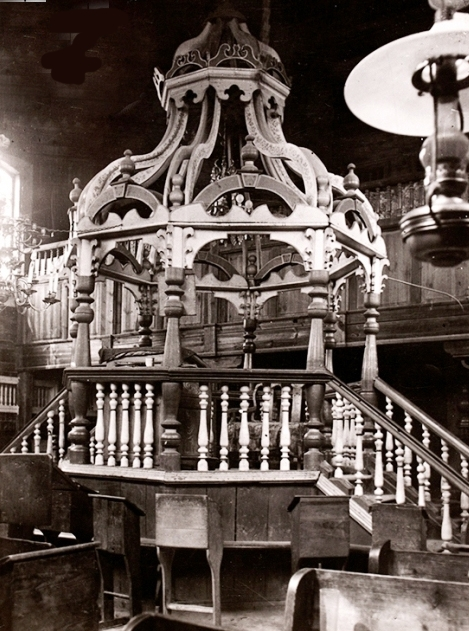
Bima circa 1930

Die Bima unter der Kuppel hatte eine (ebenfalls achteckige) Laubengestalt.
Ein älterer Toraschrein wurde (vermutlich im 19. Jahrhundert) durch einen neuen ersetzt. Dieser hatte die Gestalt eines schmalen Schranks mit Flügeltüren und kleinen Säulen. Darüber befand sich ein Doppeladler mit einer Krone, der wahrscheinlich von dem ursprünglichen Toraschrein stammte.